# Греу-ле-Бен
Греу́-ле-Бен (фр. Gréoux-les-Bains, окс. Grèus) — коммуна во Франции, находится в регионе Прованс — Альпы — Лазурный Берег. Департамент коммуны — Альпы Верхнего Прованса. Входит в состав кантона Валансоль. Округ коммуны — Динь-ле-Бен.
Код INSEE коммуны — 04094.

## Население
Население коммуны на 2008 год составляло 2476 человек.
| 1962 | 1968 | 1975 | 1982 | 1990 | 1999 | 2008 |
| ---- | ---- | ---- | ---- | ---- | ---- | ---- |
| 1039 | 1182 | 1296 | 1635 | 1718 | 1921 | 2476 |

## Экономика
В 2007 году среди 1456 человек в трудоспособном возрасте (15—64 лет) 1055 были экономически активными, 401 — неактивными (показатель активности — 72,5 %, в 1999 году было 69,0 %). Из 1055 активных работали 861 человек (487 мужчин и 374 женщины), безработных было 194 (66 мужчин и 128 женщин). Среди 401 неактивных 100 человек были учениками или студентами, 163 — пенсионерами, 138 были неактивными по другим причинам.

## Достопримечательности
- Плотина (высота 87 м)
- Замок тамплиеров (XII век), исторический памятник с 1840 года
- Замок Руссе (XVII век)
- Замок Лаваль
- Церковь Нотр-Дам-де-Ормео
- Казино

## Города-побратимы
- Бад-Кроцинген (Германия, с 1985)

## Фотогалерея

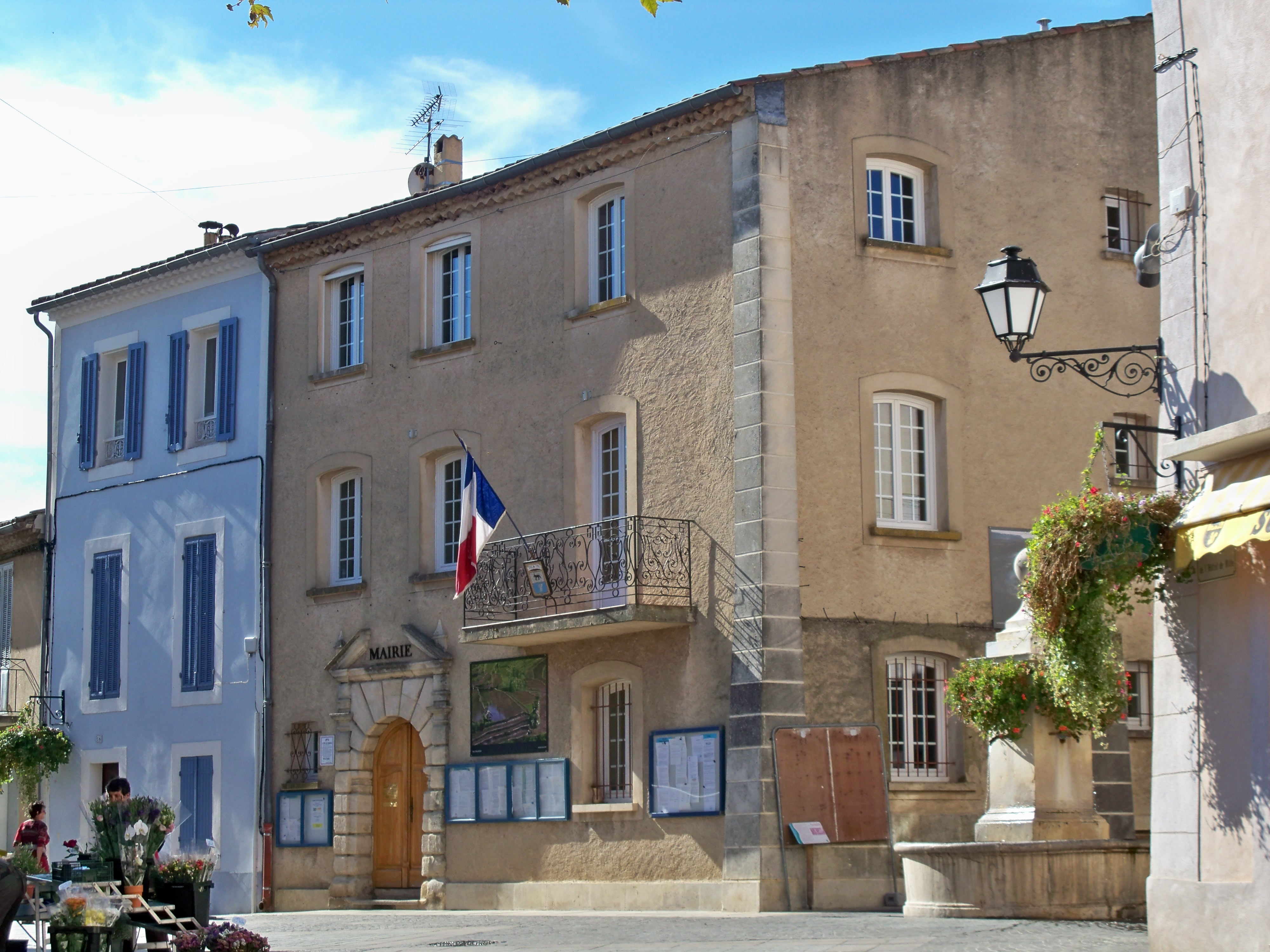
Мэрия
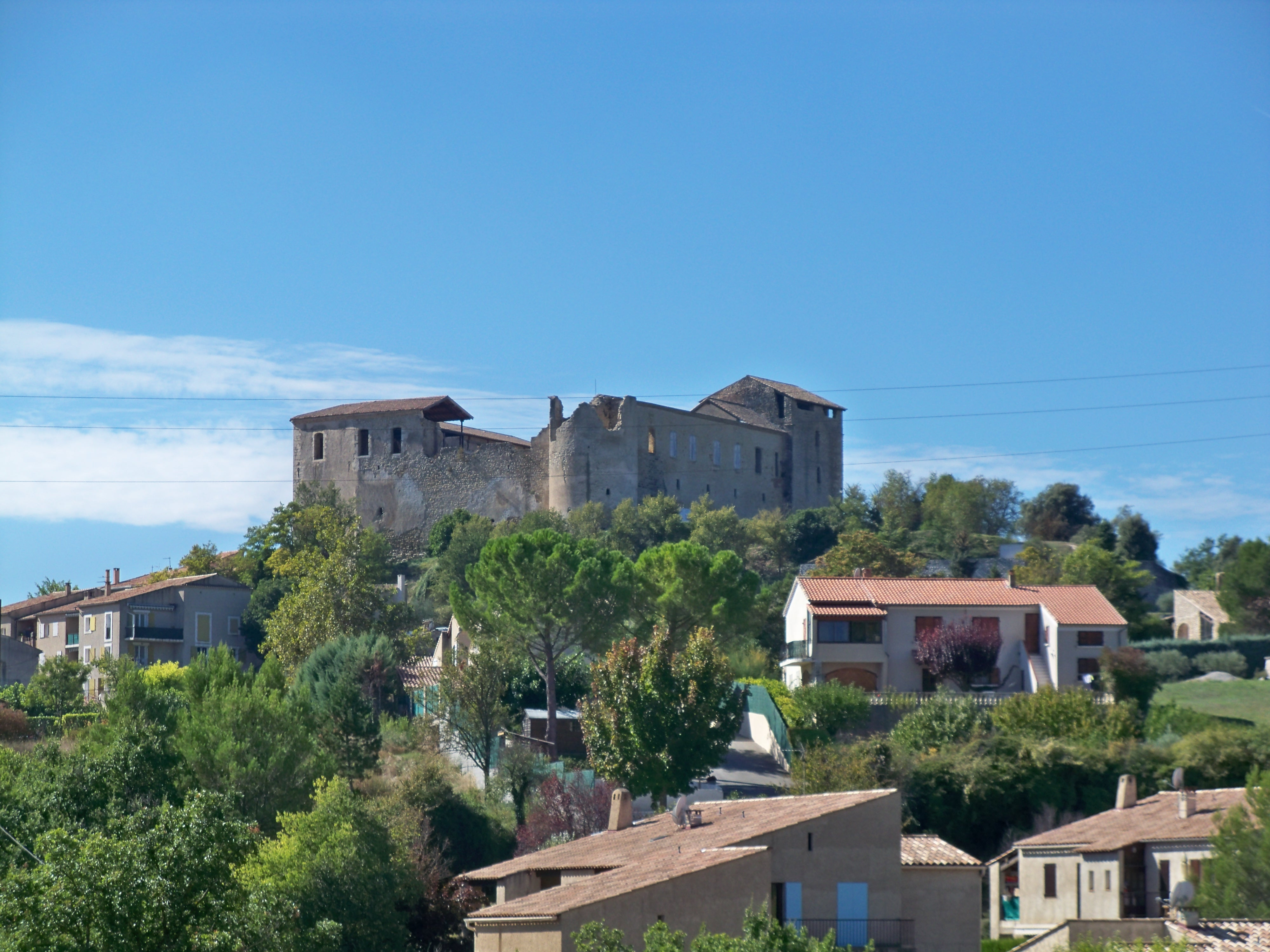
Замок
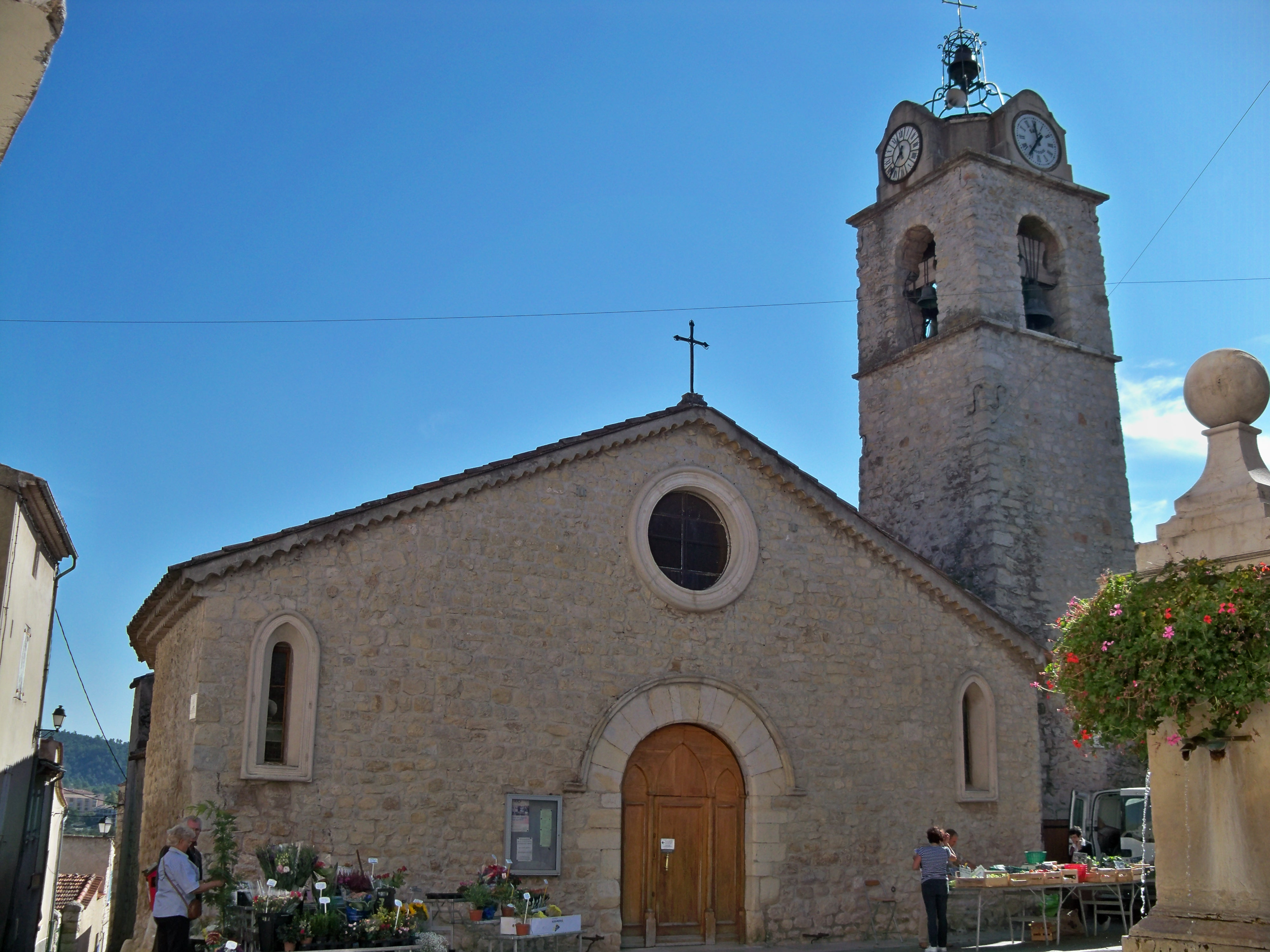
Церковь Нотр-Дам-де-Ормео
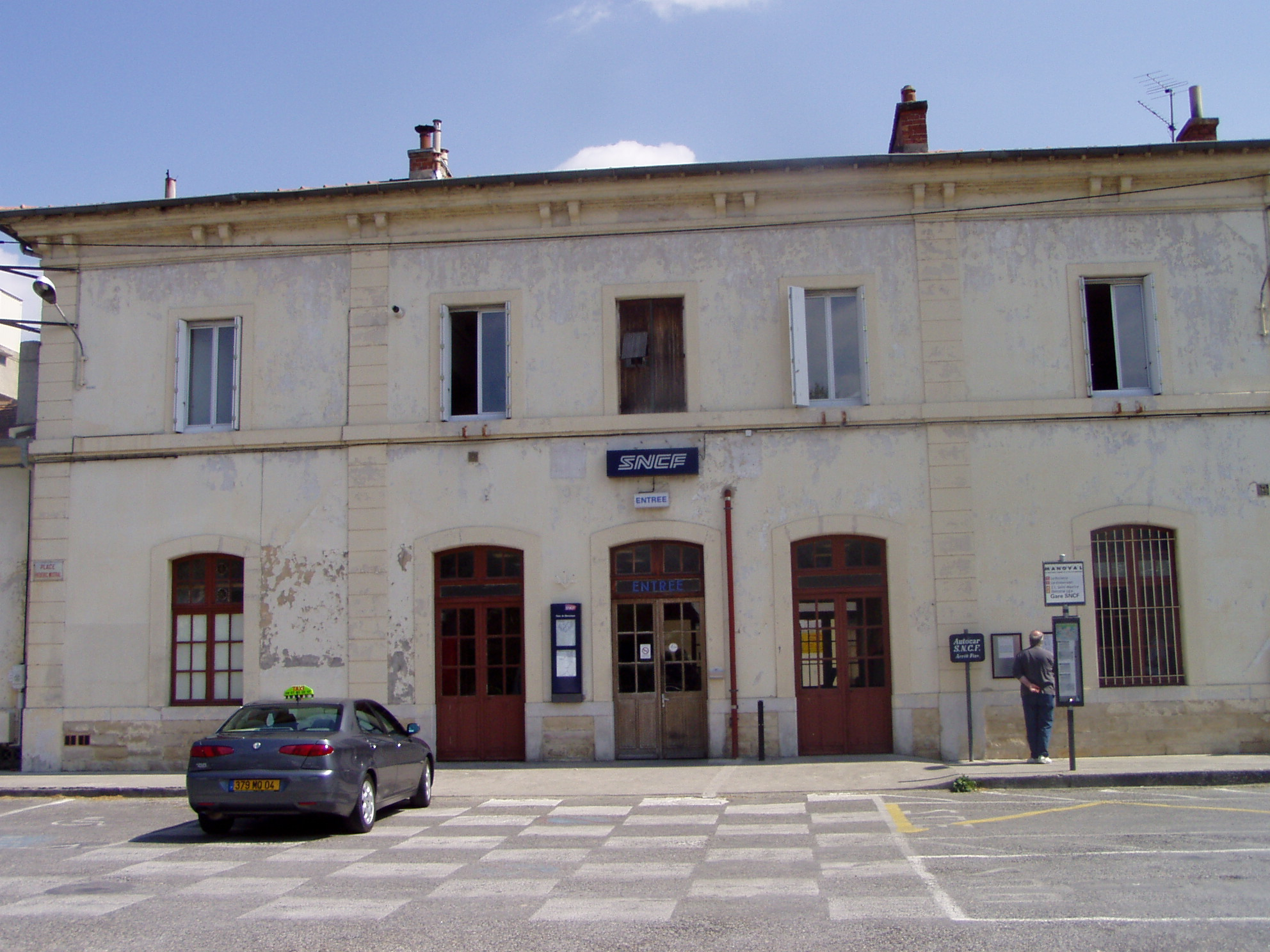
Вокзал